# Magentalane
 (octobre 2023).
Si vous disposez d'ouvrages ou d'articles de référence ou si vous connaissez des sites web de qualité traitant du thème abordé ici, merci de compléter l'article en donnant les références utiles à sa vérifiabilité et en les liant à la section « Notes et références ».
Albums de Klaatu
Endangered Species
(1980)
Magentalane est le cinquième et dernier album du groupe de rock canadien Klaatu, sorti en 1981.
À la suite de l'échec commercial rencontré par l'album Endangered Species, la maison de disques Capitol met un terme au contrat du groupe. Le trio bénéficie d'une liberté accrue dans l'enregistrement de Magentalane, qui est édité par la branche canadienne de Capitol (il ne sort pas aux États-Unis). Après une brève tournée de promotion (la première du groupe), Klaatu se sépare en août 1982.

## Historique
Pour leur dernier album, Klaatu a repris le contrôle artistique complet sur sa musique, marquant un retour à leur son psychédélique familier, après que leur précédent album Endangered Species était essentiellement un produit de la tentative de Capitol Records de commercialiser le groupe, et a donc présenté des musiciens extérieurs jouant la plupart des instruments entendus sur le disque.
L’avance budgétaire de Magentalane a permis à l’E.S.P. Studios de Buttonville, Ontario, un studio professionnel en 1980. E.S.P. appartenait à Dee Long, membre de Klaatu, et à son partenaire John Jones, qui ont tous deux rejoint les AIR Studios de George Martin à Londres en 1985.
La cinquième chanson, "December Dream", a été écrite en hommage à John Lennon, tué 10 mois avant la sortie de l'album. À la fin de la chanson, les paroles « le rêve est terminé » sont une référence aux mêmes lignes à la fin de la  pièce « God » de l'album Plastic Ono Band de Lennon.

## Accueil critique
Dans une critique positive, PopMatters a qualifié l'album de « rétrospective sur les 20 dernières années de pop psychédélique ». Jason Ankeny d'AllMusic, tout en donnant à l'album une note tiède, a félicité l'album pour son écriture, qu'il a décrite comme « bon vieux McCartney ».

## Titres

### Face 1
1. A Million Miles Away (John Woloschuk) – 3:39
2. The Love of a Woman (John Woloschuk) – 3:23
3. Blue Smoke (John Woloschuk, Dino Tome) – 4:41
4. I Don't Wanna Go Home (John Woloschuk) – 2:51
5. December Dream (John Woloschuk, Terry Draper) – 4:20

### Face 2
1. Magentalane (John Woloschuk, Dino Tome) – 2:35
2. At the End of the Rainbow (Dee Long) – 3:30
3. Mrs. Toad's Cookies (John Woloschuk, Dino Tome) – 3:06
4. Maybe I'll Move to Mars (Dee Long) – 5:15
5. Magentalane (… it feels so good) (John Woloschuk, Dino Tome) – 0:52

## Musiciens
- John Woloschuk - chant, guitare acoustique, sitar électrique, basse, claviers, piano, vibraphone, glockenspiel, ocarina
- Dee Long - chant, guitare électrique, guitare slide, mandoline, synthétiseur Korg
- Terry Draper - chant, batterie, percussions, tambourin, Synthétiseur Polymoog, trombone

## Musiciens additionnels
- John Johnson - saxophone, solo sur "The Love of a Woman"
- Memo Acevedo - conga sur "The Love of a Woman"
- Adele, Paul et Dick Armin - cordes sur "The Love of a Woman", "December Dream" et "Maybe I'll Move to Mars"
- George Bertok - piano sur "Blue Smoke"
- Lorne Grossman - tymbales et chimes sur "December Dream" et "Maybe I'll Move to Mars"
- Paul Irvine - trompette et trombone sur "December Dream" et "Maybe I'll Move to Mars
- Jill Vogel, Anna Draper et Linda Davies - chœurs sur "Mrs. Toad's Cookies"
- Frank Watt (batterie), Ken Wannamaker (basse), Dave Kennedy (guitare) sur At The End of the Rainbow.